# Regionalne bazy logistyczne
Regionalne bazy logistyczne (RBLog)  – jednostka logistyczna Sił Zbrojnych Rzeczypospolitej Polskiej, podporządkowana Inspektoratowi Wsparcia Sił Zbrojnych; RBLog powstały w wyniku transformacji Sił Zbrojnych RP oraz tworzenia mobilnego systemu zaopatrywania  jednostek operacyjnych.

## Zadania realizowane przez RBLog.
W 2018
- gromadzenie, przechowywanie i rotacja środków zaopatrzenia dla wojskowych oddziałów gospodarczych
- prowadzenie procedur przetargowych, realizacja zakupów oraz dystrybucja środków zaopatrzenia i usług
- utrzymywanie zapasów wojennych oraz depozytów dla jednostek wojskowych
- realizacja planów rzeczowo-finansowych
- gospodarowanie mieniem oraz prowadzenie ewidencji ilościowo-wartościowej aktywów i pasywów jednostki budżetowej
- realizacja zadań w zakresie modernizacji, remontu i obsług sprzętu technicznego
- realizacja zadań w ramach obowiązków państwa-gospodarza (HNS)
- zapewnianie ciągłości zaopatrywania misji pokojowych.

## Struktura organizacyjna bazy
W 2018
dowództwo bazy
- wydział materiałowy
- wydział techniczny,
- wydział techniki lotniczej
- wydział transportu i ruchu wojsk i HNS
- zespół zabezpieczenia

Jednostki podległe bazie:
- składy
- warsztaty techniczne
- polowe warsztaty lotnicze
- kompania regulacji ruchu
- wojskowe komendy transportu
- wojskowe oddziały gospodarcze

## Wykaz regionalnych baz logistycznych
| Odznaka | Nazwa                         | Miejsce stacjonowania |
| ------- | ----------------------------- | --------------------- |
|         | 1 Regionalna Baza Logistyczna | Wałcz                 |
|         | 2 Regionalna Baza Logistyczna | Warszawa              |
|         | 3 Regionalna Baza Logistyczna | Kraków                |
|         | 4 Regionalna Baza Logistyczna | Wrocław               |